# Попелюшка (фільм, 1899)
«Попелюшка» (фр. Cendrillon, 1899) — французький короткометражний художній фільм Жоржа Мельєса.

## Сюжет
Фільм складається з 20 картин: Попелюшка на кухні; фея, миші і лакеї; перетворення щурів; перетворення гарбуза в карету; королівський бал; опівночі; спальня Попелюшки; танець годинників; принц і туфелька; хрещена мати Попелюшки; принц і Попелюшка; церква; весілля Попелюшки і принца; сестри Попелюшки; король, королева і придворні; весільна хода; балет молодят; небесні сфери; перетворення; тріумф «Попелюшки».

## Художні особливості
У фільмі використовуються трюки, сценічні ефекти зі зникненнями (за допомогою переходів з напливами). У фільмі використовуються чотири задника: кухня, палац, кімната Попелюшки і церква.

## У ролях
- Баррал
- Блюет Бернон
- Кармель
- Жанна д'Альсі

## Цікаві факти
- 1904 року ціна за копію, зроблену з оригінального паризького негативу — 61 долар 50 центів, ціна за копію з нью-йоркського контратипу — 53 долари 50 центів[1].

- 1999 року фільм разом з фільмом «Жанна Д'арк» зробили кольоровим від руки.